# 가환대수학
추상대수학의 한 분야인 가환대수학(可換代數學, 영어: commutative algebra)은 가환환과 그 아이디얼 및 가환환상의 가군을 연구한다. 대수기하학과 대수적 수론은 둘 다 가환대수학을 기초로 한다. 가환환의 주요한 예로는 다항식환, 대수적 정수의 환(여기에는 정수의 환 Z가 포함된다) 및 p진 정수의 환이 있다. 또한, 가환대수학은 스킴의 국소적 연구에 있어 주요한 도구가 된다.
가환대수학에 반대되는 개념은 가환하지 못할 수 있는 환들을 연구하는 분야인 비가환대수학이다. 여기에는 환론, 표현론 및 바나흐 대수론이 포함된다.

## 전개
가환대수학에서는 대수적 수론과 대수기하학에서 등장하는 환들을 공통적으로 다룬다. 대수적 수론에서 등장하는 환들은 대수적 수체의 대수적 정수환이며, (유리) 정수환 {\displaystyle \mathbb {Z} } · 가우스 정수 환 {\displaystyle \mathbb {Z} [{\sqrt {-1}}]} · 아이젠슈타인 정수 환 {\displaystyle \mathbb {Z} [\omega ]} 등이 있다. 대수기하학에서 등장하는 환들은 대수다양체 위의 정칙함수들의 환이며, 이들은 {\displaystyle K[x_{1},\dots ,x_{n}]/I}의 꼴이다 ({\displaystyle K}는 체, {\displaystyle I}는 아이디얼).
이 두 종류의 환의 경우, 소 아이디얼이라는 개념이 공통적으로 존재한다. 수론적 관점에서, 소 아이디얼은 소수를 일반화한 개념이며, 기하학적 관점에서 소 아이디얼은 (기약) 부분 대수다양체를 일반화한 개념이다.
소 아이디얼을 기하학적으로 부분다양체로 해석할 경우, 이 부분다양체 근처에서의 정보만을 추출하는 연산을 생각할 수 있다. 이 연산을 소 아이디얼에서의 국소화라고 하며, 분수체의 정의를 일반화한 연산이다. 예를 들어, 아핀 공간 {\displaystyle K[x_{1},\dots ,x_{n}]}을 원점 (극대 아이디얼 {\displaystyle (x_{1},\dots ,x_{n})})에서 국소화하면 원점 근처에서의 유리 함수체
{\displaystyle \{p/q\colon p,q\in K[x_{1},\dots ,x_{n}],\;q(0)\neq 0\}}
을 얻는다. 국소화하여 얻은 환을 다루기 위해서는, 보통 "형식적" 원소를 추가하는 것이 편하다. 이는 완비화라는 연산에 해당한다. 예를 들어, 원점에서의 다항식환 {\displaystyle K[x_{1},\dots ,x_{n}]}을 완비화하면 형식적 거듭제곱 급수 환
{\displaystyle K[[x_{1},\dots ,x_{n}]]}
을 얻는다. 국소화와 완비화는 수론에서도 하세 원리(영어: Hasse principle)른 통해 널리 쓰인다. 예를 들어, 정수환 {\displaystyle \mathbb {Z} }를 소수 {\displaystyle p}로 생성되는 주 아이디얼에서 국소화한 뒤 완비화하면, p진 정수 {\displaystyle \mathbb {Z} _{p}}를 얻는다.
가환대수학에서 쓰이는 또다른 주요 원리로는 가환환 위의 가군에 대해 중점을 두는 것이다. 고전적 환론에서 환에서만 정의되었던 많은 개념들은 환 위의 가군에 대하여 일반화할 수 있다. 모든 환은 스스로에 대한 가군으로 볼 수 있으며, 보통 어떤 성질 {\displaystyle X}를 만족시키는 환은 스스로에 대한 가군으로서 {\displaystyle X}를 만족시키는 환으로 여길 수 있다.

## 같이 보기
- 그뢰브너 기저
- 호몰로지 대수학

## 참고 문헌
- 永田雅宜 (1990). 《가환환론》. 박종근 역. 학문사. ISBN 2007099001138 |isbn= 값 확인 필요: invalid prefix (도움말).
  - 永田雅宜 (1974). 《可換環論》 (일본어). 紀伊國屋書店.
- Atiyah, Michael; Ian G. MacDonald (1969). 《Introduction to commutative algebra》 (영어). Addison-Wesley.
- Eisenbud, David (1995). 《Commutative algebra with a view toward algebraic geometry》. Graduate Texts in Mathematics (영어) 150. Springer-Verlag. doi:10.1007/978-1-4612-5350-1. ISBN 978-0-387-94269-8. ISSN 0072-5285. MR 1322960.
- Eisenbud, David (2005). 《The geometry of syzygies. A second course in commutative algebra and algebraic geometry》 (PDF). Graduate Texts in Mathematics (영어) 229. Springer-Verlag. doi:10.1007/b137572. ISBN 978-0-387-22215-8. ISSN 0072-5285. 2016년 4월 18일에 원본 문서 (PDF)에서 보존된 문서. 2016년 4월 23일에 확인함.
- Matsumura, Hideyuki (1989년 6월). 《Commutative ring theory》. Cambridge Studies in Advanced Mathematics (영어) 8. Miles Reid 역 2판. Cambridge University Press. doi:10.1017/CBO9781139171762. ISBN 978-0-521-36764-6. MR 1011461.
- Reid, Miles (1996년 4월). 《Undergraduate Commutative Algebra》 (PDF). London Mathematical Society Student Texts (영어) 29. Cambridge University Press. doi:10.1017/CBO9781139172721. ISBN 978-0-521-45889-4. MR 1458066. 2016년 4월 14일에 원본 문서 (PDF)에서 보존된 문서. 2015년 4월 2일에 확인함.